# 틴월드

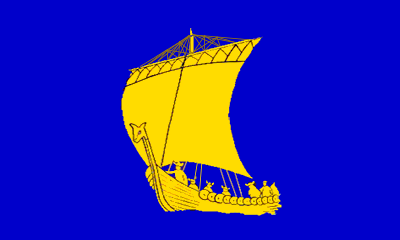

틴월드(영어: Tynwald, 맨어: Tinvaal)는 맨 섬의 입법부이다.